# Tipula dido
Tipula dido är en tvåvingeart. Tipula dido ingår i släktet Tipula och familjen storharkrankar.

## Underarter
Arten delas in i följande underarter:
- T. d. dido
- T. d. malheurensis